# Chumayel
Chumayel est une petite ville de l'État du Yucatán au Mexique, chef-lieu de la municipalité homonyme, située à environ 70 km au sud-est de la ville de Mérida la capitale de l'État et à 20 km au nord de la ville de Tekax.

## Toponymie
Le toponyme Chumayel signifie en langue maya « citrouille qui ne brûle pas », puisqu'il vient des mots chu, « citrouille » ; ma « non » et iel « brûler ».

## Histoire
Chumayel est située sur le territoire qui relevait de la juridiction des Tutul Xiues (es) (une des chefferies mayas du Yucatán) avant la conquête par les Espagnols.
Concernant la fondation de la ville, aucune donnée précise n'est connue avant l'arrivée des conquérants espagnols au Yucatán. On sait cependant que pendant la colonisation, elle était sous le régime de l'encomienda.
En 1825, Chumayel faisait partie du partido Sierra Baja.
La ville a été le berceau de l'un des documents les plus importants de la culture maya du Yucatán : le Chilam balam de Chumayel. Cet ancien document rédigé en langue maya a été trouvé dans la localité et étudié en 1782 par un Maya. Il fait partie de la série connue sous le nom de Chilam Balam.

## Sites d'intérêt touristique
À Chumayel se trouve une église du XVIe siècle dédiée à l'Immaculée Conception.
À proximité se trouvent les vestiges d'une ancienne hacienda appelée Ucum où l'on cultivait l'henequen.